# Stuart Conquest
Stuart Conquest (* 1. März 1967 in Ilford (London)) ist ein englischer Schachspieler.

## Werdegang
Stuart Conquest gewann 1981 im Alter von 14 Jahren die Jugendweltmeisterschaft U16. 1986 verlieh ihm die FIDE den Titel Internationaler Meister, 1991 den Großmeistertitel. 1997 war er britischer Schnellschachmeister, ein Jahr später gewann er das Kilkenny International Masters. 1995 und 2000 teilte er in Hastings den ersten Platz. 2001 gewann er ein stark besetztes Großmeisterturnier in Clichy. Im August 2008 gewann er die Britische Meisterschaft.
Seit 2011 ist er Organisator des jährlich ausgetragenen Gibraltar Chess Festival.

## Mannschaftsschach

### Nationalmannschaft
Conquest nahm mit der englischen Mannschaft an den Schacholympiaden 1996, 2002, 2006 und 2008 teil. Bei Mannschaftseuropameisterschaften gehörte er 1999, 2001, 2007 und 2009 zur englischen Auswahl.

### Vereinsschach
In der britischen Four Nations Chess League spielte Conquest in der Saison 1993/94 beim Barbican Chess Club, in der Saison 1995/96 bei Bristol, in der Saison 1997/98 bei Slough und von 1999 bis 2013 bei Guildford A&DC. Seit 2013 spielt Conquest bei e2e4.org.uk. Er gewann den Wettbewerb 2004, 2007, 2008 und 2013. In der deutschen Schachbundesliga spielte Conquest von 1986 bis 1989 beim SC Kreuzberg, von 1995 bis 1997 beim PSV/BSV Wuppertal, in der Saison 1997/98 beim SV Castrop-Rauxel, von 1998 bis 2000 beim Delmenhorster Schachklub und von 2001 bis 2003 beim Lübecker Schachverein von 1873, mit dem er 2002 und 2003 deutscher Mannschaftsmeister wurde. In der französischen Mannschaftsmeisterschaft (bis 2003 Nationale I, danach Top 16) spielte Conquest bis 2005 bei Clichy Echecs, mit denen er auch siebenmal am European Club Cup teilnahm, in den Spielzeiten 2005/06 und 2007/08 bei Montpellier Echecs. Die niederländische Meesterklasse gewann er 1997 und 1998 mit Panfox/De Variant Breda, in der spanischen Mannschaftsmeisterschaft spielte er 2008 für Sestao Naturgas Energia XT.

## Turniererfolge
- Hastings 1985/86: 3./4. Platz
- Hastings 1995/96: 1.–3. Platz
- Capablanca Memorial 1996: 4. Platz
- Hastings 2000/01: 1./2. Platz
- Clichy 2001: 1. Platz
- Liverpool 2008 (britische Meisterschaft): 1. Platz